# Dopamin-β-Hydroxylase
Bei Dopamin-β-Hydroxylase (DBH) handelt es sich um das Enzym, das die Oxidation von Dopamin zu Noradrenalin katalysiert. Das ist der letzte Schritt in der Biosynthese des Hormons und Neurotransmitters Noradrenalin. DBH wurde nur in Säugetieren gefunden, wo sie vor allem in den Nebennieren und im Nervensystem lokalisiert ist. Mutationen im menschlichen DBH-Gen können zu Dopamin-β-Hydroxylase-Mangel  führen.
Mäuse ohne DBH zeigen kein Suchtverhalten mit bestimmten Drogen, haben aber unveränderten Appetit.

## Katalysierte Reaktion
+ Ascorbat + O2 →  + Dehydroascorbat + H2O
Dopamin wird zu Noradrenalin hydroxyliert. DBH tritt in einer cytosolischen und einer Membran-Isoform auf. Im Alter ist die Aktivität des Enzyms erhöht.